# Albrecht Pfister (mathématicien)
Pour les articles homonymes, voir Pfister.
Albrecht Pfister, né en 1934, est un mathématicien allemand spécialiste en algèbre.

## Biographie
Pfister a obtenu son doctorat en 1961 à l'université de Munich, sous la direction de Martin Kneser et Karl Stein, et son habilitation en 1966 à l'université de Göttingen. De 1970 jusqu'à sa retraite, il a été professeur à l'université de Mayence.
Dans la théorie des formes quadratiques, il a introduit en 1965 les formes de Pfister (en).
Il a été orateur invité au Congrès international des mathématiciens de 1970 à Nice.

## Sélection de publications
- (en) Albrecht Pfister, Quadratic Forms with Applications to Algebraic Geometry and Topology, CUP, coll. « London Mathematical Society Lecture Notes » (no 217), 1995 (lire en ligne)
- (de) Albrecht Pfister, « Quadratische Formen », dans Fischer (de), Hirzebruch, Scharlau et Törnig (de), Ein Jahrhundert Mathematik 1890-1990, Vieweg, 1990